# エンゲルベルク

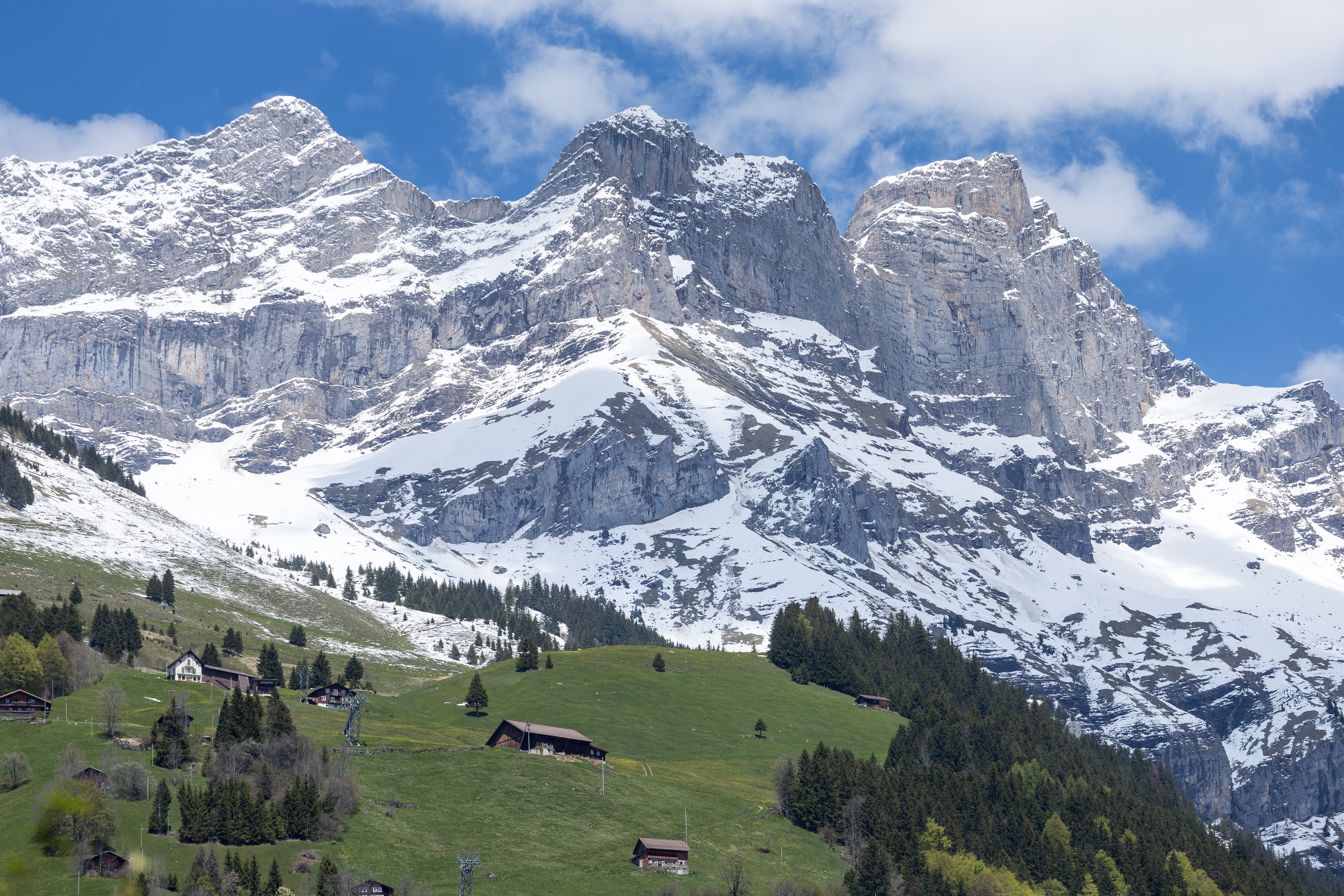
エンゲルベルグの山並

エンゲルベルクにおける宗教 (2010年)
エンゲルベルク（Engelberg）は、スイス連邦オプヴァルデン準州の基礎自治体で、スイス中央部の代表的な山岳リゾート地。準州内ではニトヴァルデン準州を挟んで飛び地となっている。 エンゲルベルクは、12世紀創建のベネディクト派修道院を中心に発展した。エンゲルベルグの地名は、ドイツ語で「天使の山」を意味する。標高3239メートルのティトリス山への観光拠点として知られる。

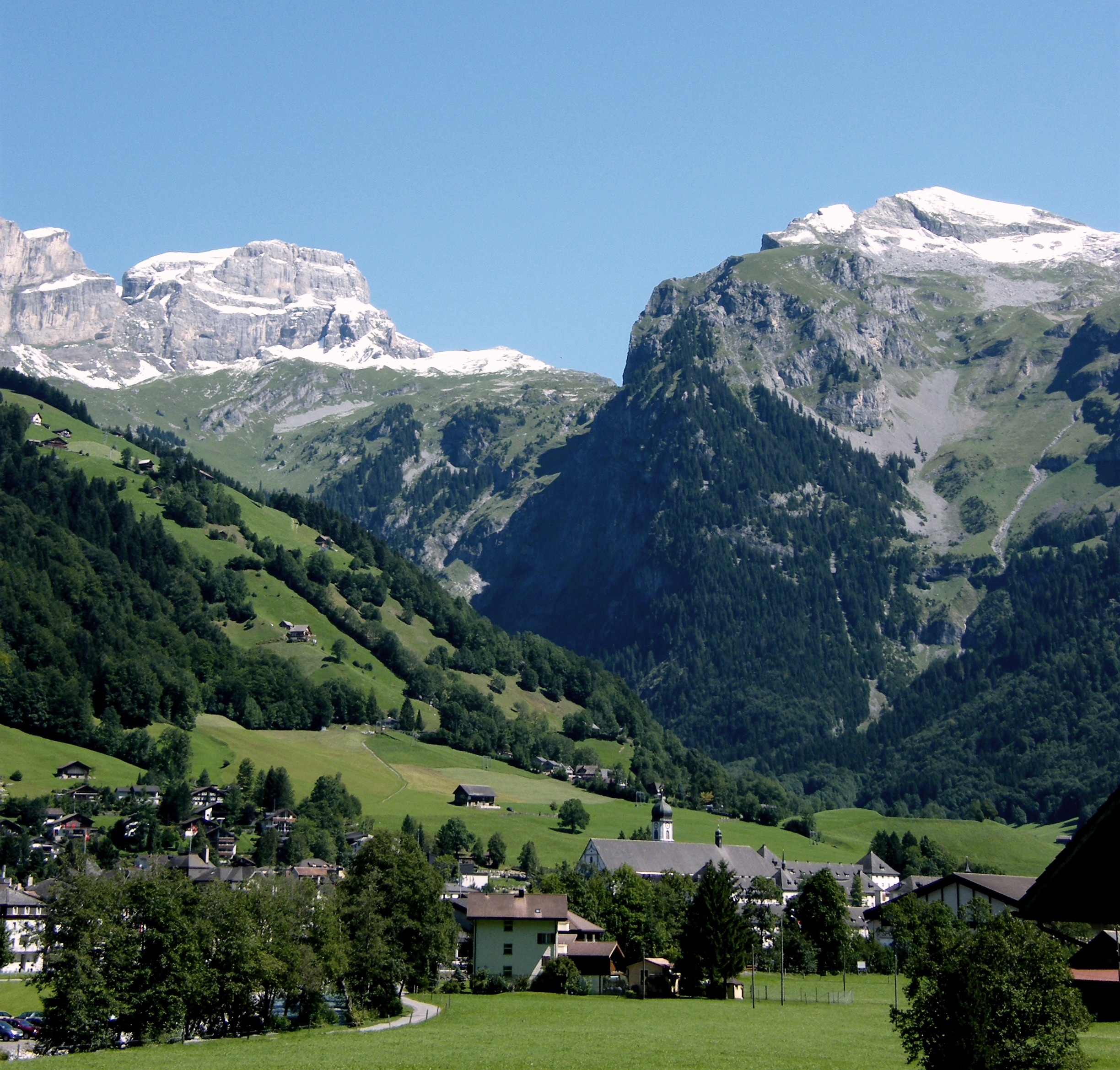
Engelberg Valley

## 歴史
エンゲルベルクは、1122年にTrübseeの牧草地としてすでに利用されていた地に修道院が設立されたとき、初めてEngilpercとして歴史に登場した。

1850年頃より、清浄な空気を求めて各国から観光客が訪れるようになり、観光業の先駆者であったカッターニ家、ヘス家、オーダーマット家によって多くのホテルが建設された。 1872年から1874年にかけて新しい道路が開削され、1898年にはスタンスシュタート-エンゲルベルク電気鉄道が開通した。 

1895年当時のエンゲルベルグ

19世紀末にはハイキングや山岳スポーツが発達し、1903-1904シーズンにエンゲルベルク初のウィンターシーズンを迎えた。 1913年にゲルシュニアルプGerschnialpまで、1927年にトリュプゼー Trübseeまでケーブルカーが伸びた。 1938年にはアルペンスキー世界選手権が開催された。 1967年にはティトリス山の山頂付近にあるクライン・ティトリス駅（標高3020m）までケーブルカーが敷設された。
2000年においてエンゲルベルクの労働人口の4分の3が第三次産業、特に観光業に従事している。

## 観光
夏はティトリス山観光とハイキング、冬はスキーを中心に、世界各国からの観光客や滞在客で賑わいを見せる。
- ティトリス山

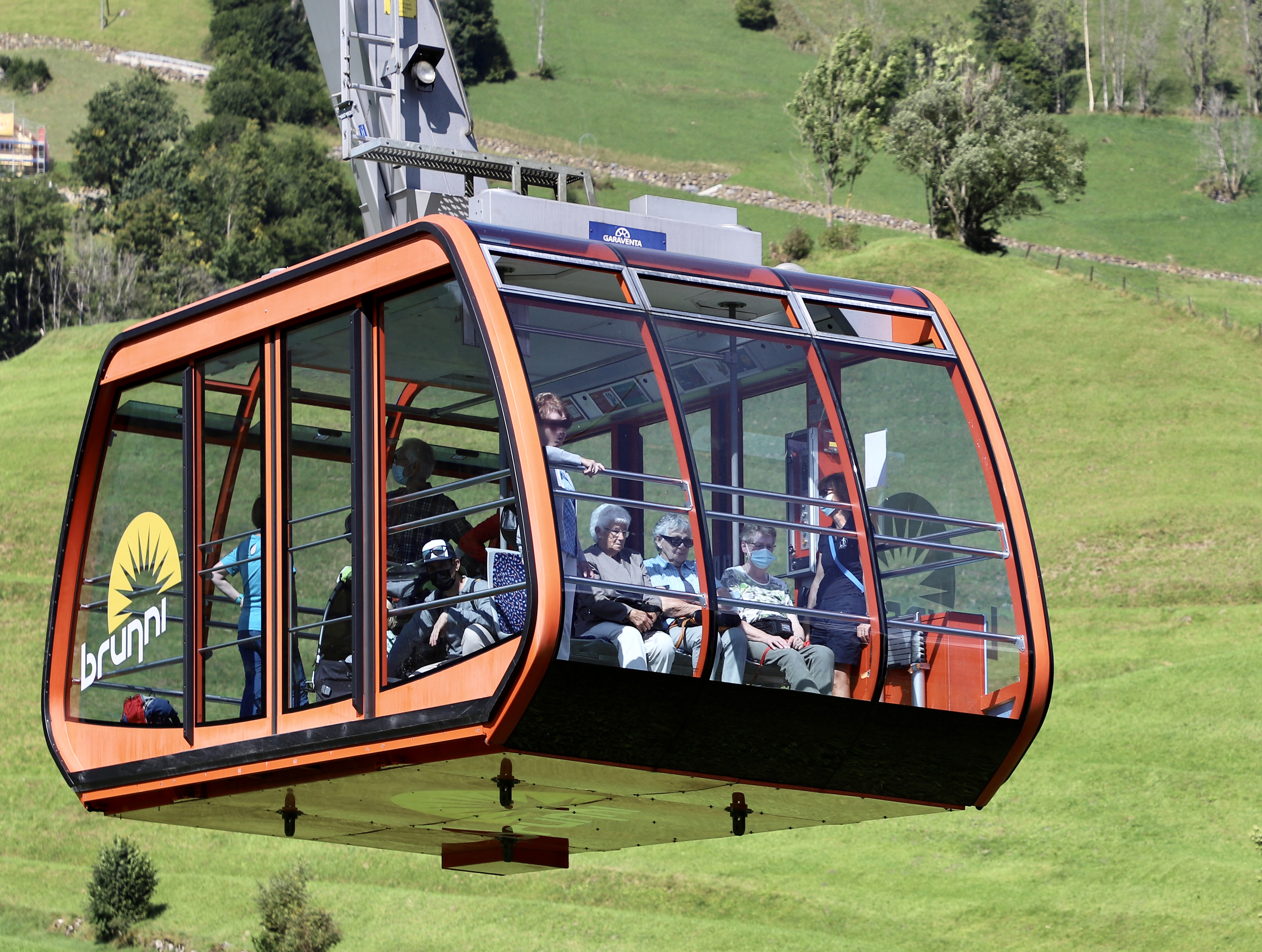
ロープウェイ（エンゲルベルク）

エンゲルベルクの南に位置するティトリス山の山頂には、一年中万年雪と氷河が広がる。麓のエンゲルベルクから、ティトリス山頂付近のクライン・ティトリス駅まで、ゴンドラとロープウェイを乗り継いで上がることができる。最終区間となるシュタント～クライン・ティトリス間は、世界初の回転空中ケーブル、「ロッテール Rotair」が運行している。クライン・ティトリス駅にはレストランや展望テラスに加え、氷河洞窟、グレッシャーパークなどの観光設備が整っている。またティトリス山頂付近には、ヨーロッパ最高地点となる長さ100ｍの吊り橋が誕生した。
中間駅トリュプゼー付近にある山上湖周辺には、多彩なハイキングコースが整っている。

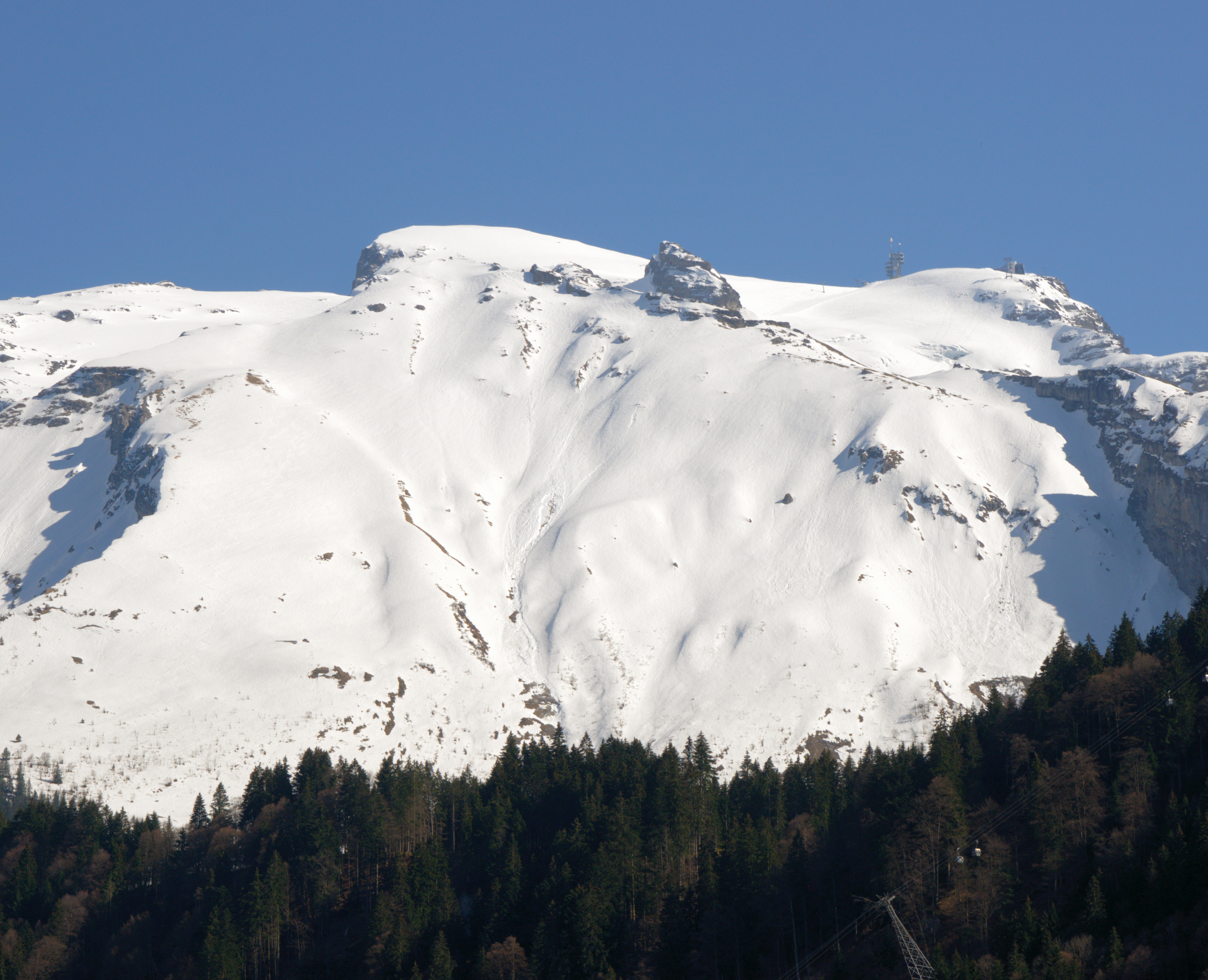
ティトリス山

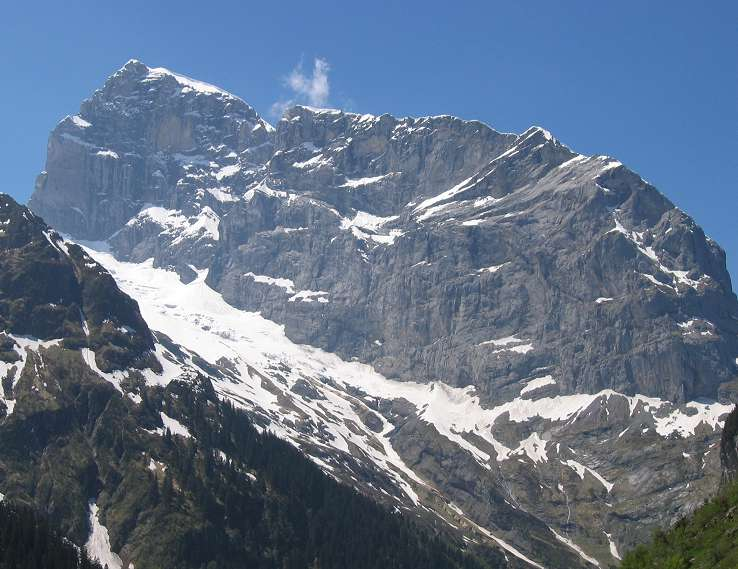
ティトリス山東壁

- エンゲルベルク修道院（en:Engelberg Abbey, de:Kloster Engelberg）

1120年に設立されたベネディクト派修道院で、18世紀末までエンゲルベルクと谷一帯を統治していた。修道院教会のパイプオルガンはスイス最大級のもの。修道院には現在もなお約30人の修道士が生活を送っている。敷地内にはチーズセンターが併設され、チーズ製造のデモンストレーションも行われる。
- 冬のエンゲルベルク：

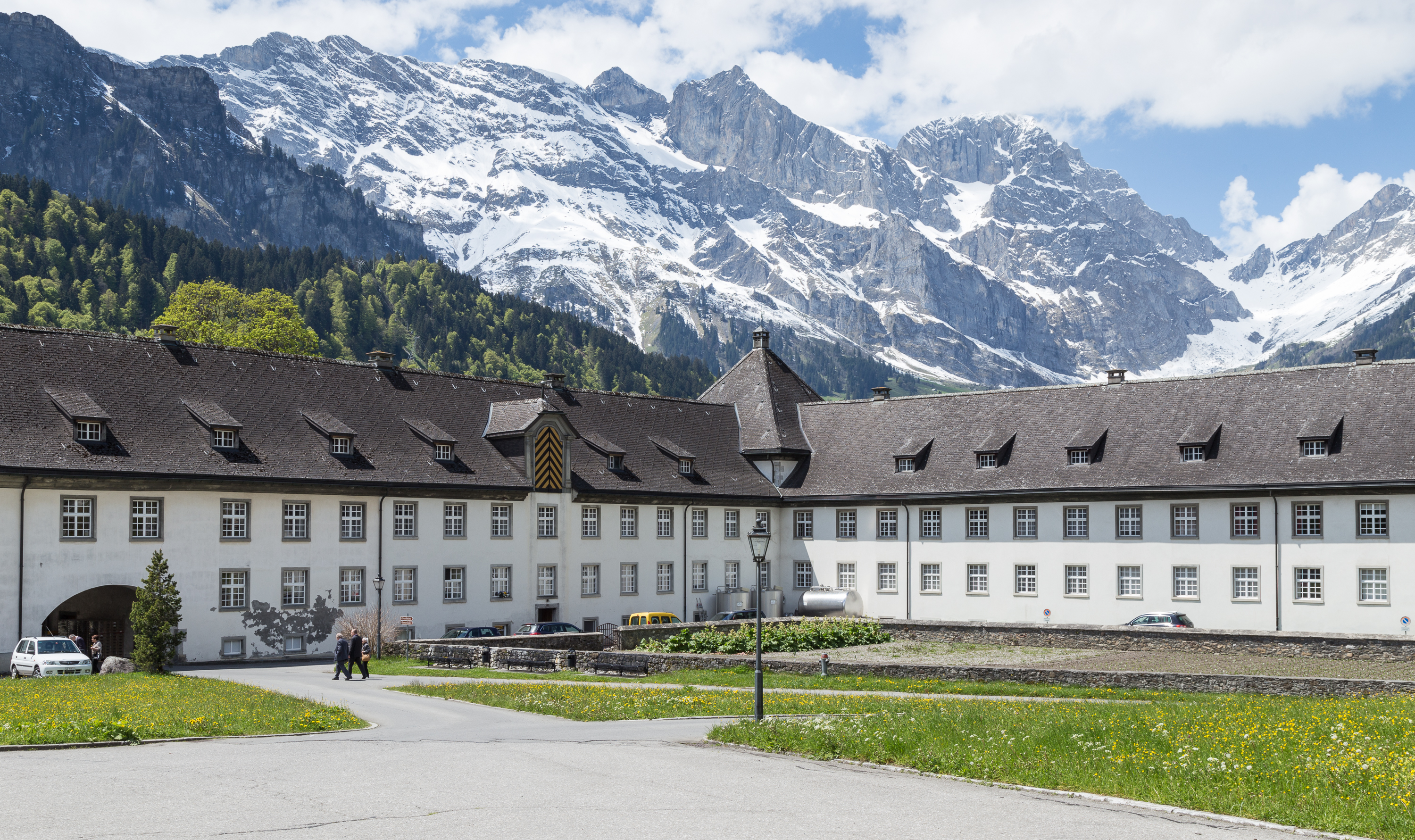
エンゲルベルク修道院

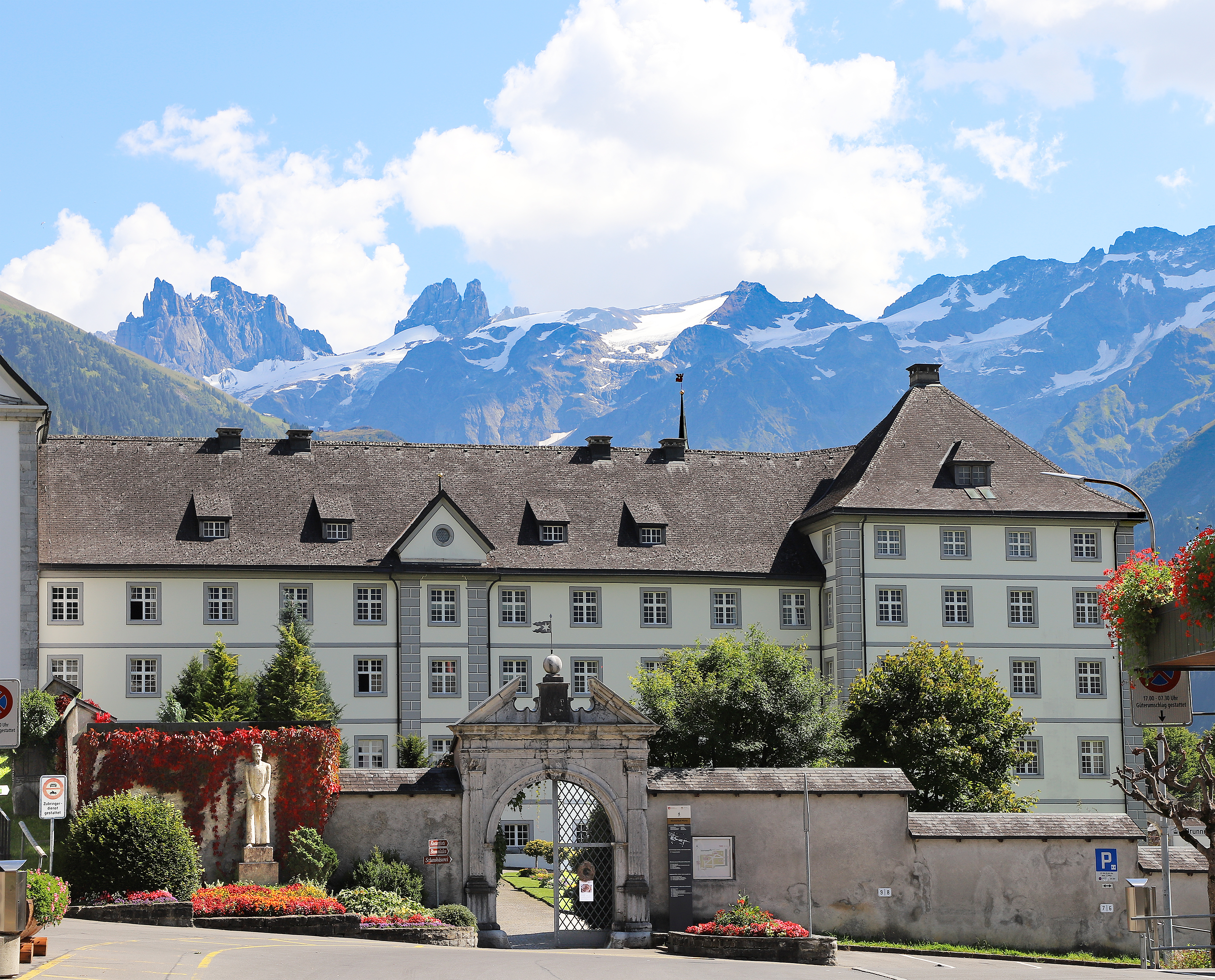
エンゲルベルク修道院

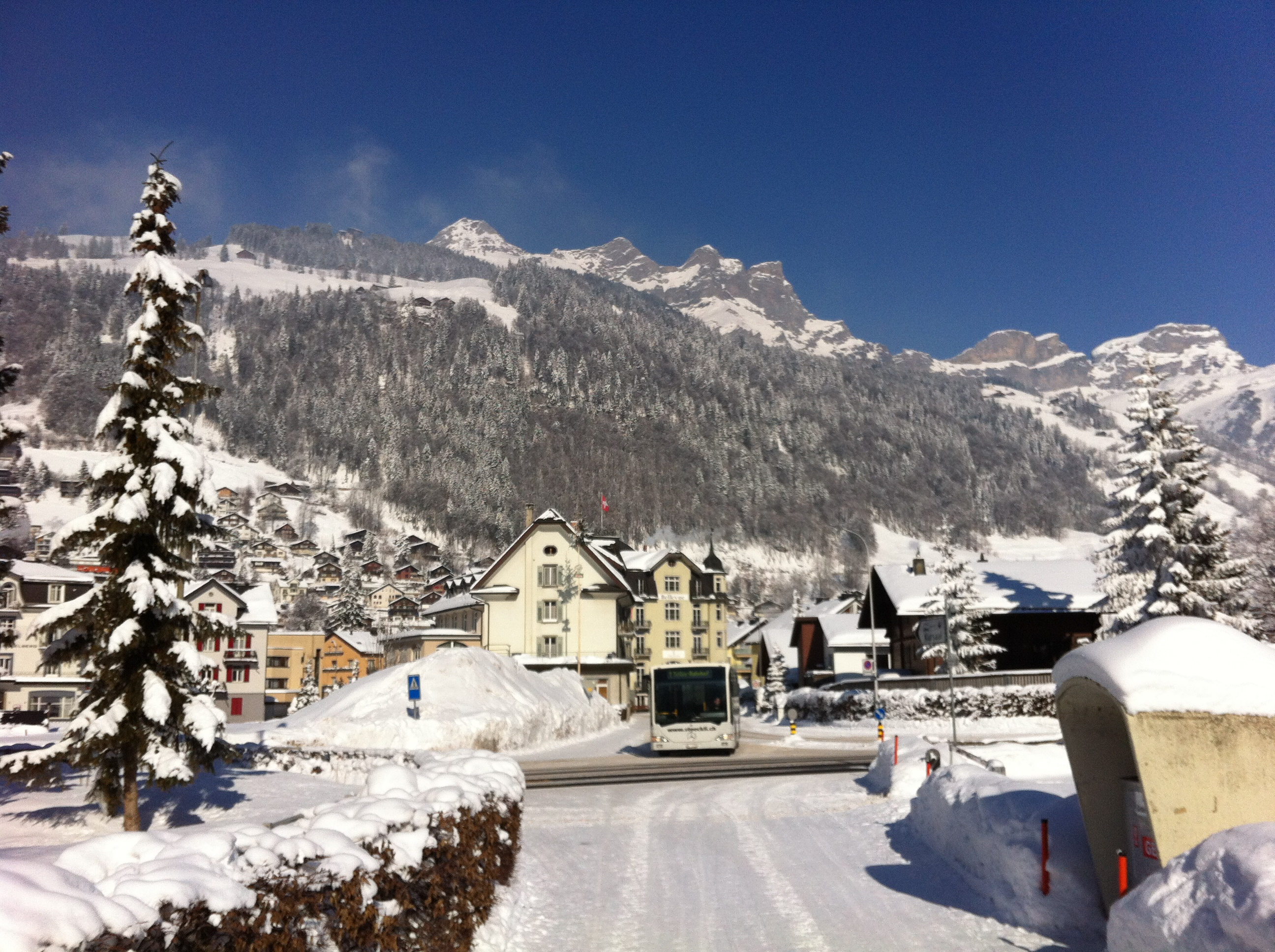
冬のエンゲルベルク

エンゲルベルクは中央スイス地方で最大級のスキーリゾートとして知られている。10月から5月の長期間滑走可能で、上級者向けの難易度の高い斜面が多い。
近年、リフトでアクセスできるティトリス山の山頂やヨッホパスから滑り降りる北斜面は、オフピステ（コース外）の滑走を楽しむ多くの、特に北欧からのスキーヤーにとってのメッカになってきている。 谷側を挟んで北側のBrunniのスキー場は初心者向けの緩やかなコースが中心だが、南に面した斜面であるので雪質、シーズンの長さともティトリス側よりは劣る。
アルペンスキーに加え、クロスカントリースキーコースも整備されている。また、エンゲルベルクの村中心部に近いグロス＝ティトリスシャンツェでは、スキージャンプ・ワールドカップが毎年開催され、多くの観客を集める。

## 地理
ティトリス山の北斜面に広がり、チューリヒから南に直線距離で65km程である。
エンゲルベルクの面積は74.85平方キロメートル、そのうち28.5%が農地で24.5%が森林、3.1%が道路や建物などの都市化部分、43.9%が河川や氷河、山地などである。
平均の標高は1,020m、最高点はティトリス山の3239メートルである。

## 交通

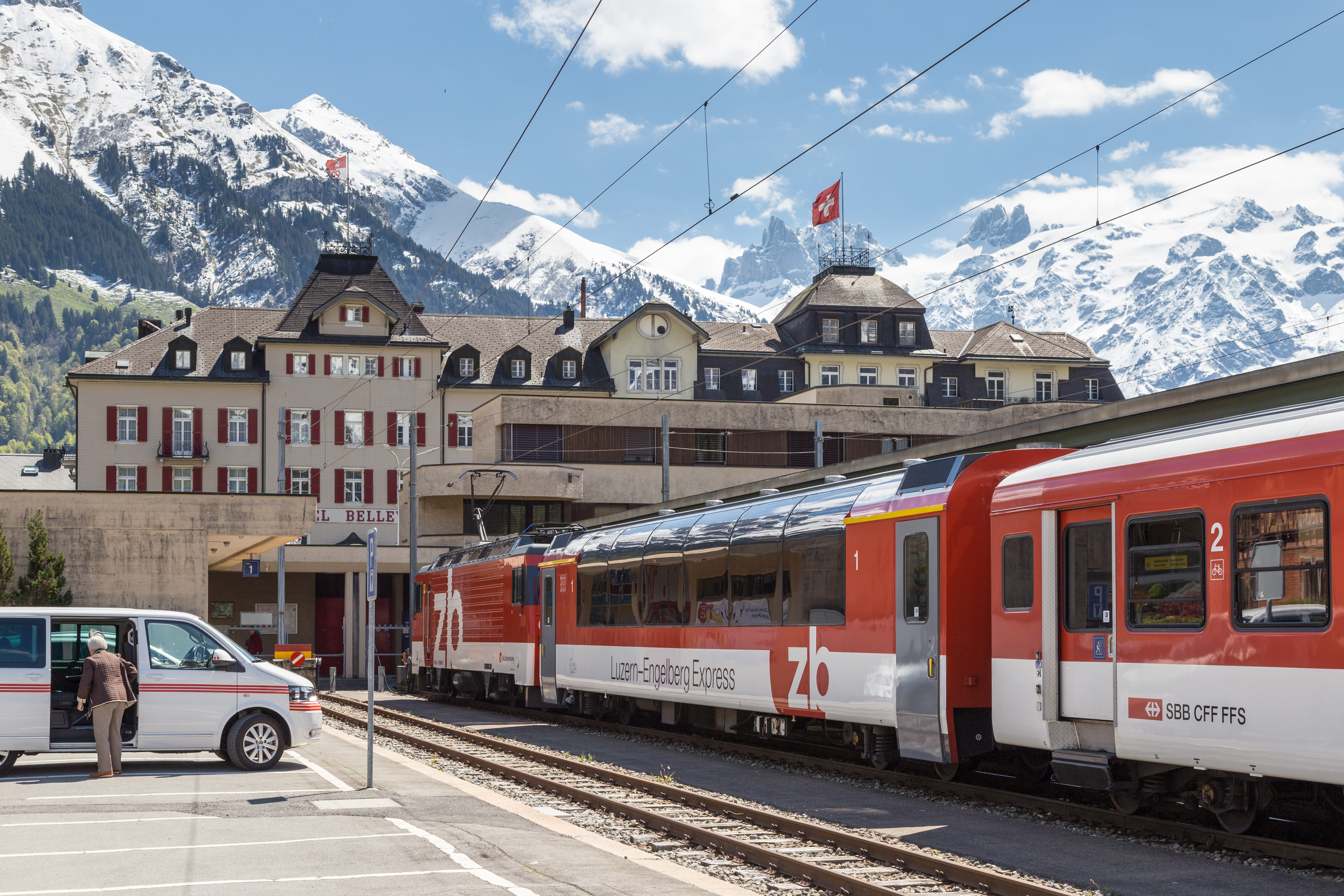
ルツェルン-エンゲルベルグ間急行列車画像（於エンゲルベルグ駅）

- ルツェルン-エンゲルベルグ線ルツェルン-エンゲルベルグ間急行列車画像（於エンゲルベルグ駅）

## 人口
エンゲルベルクの人口は4,279人（2010年12月31日現在）、2009年には22.3％が外国籍であった。2000年の統計では88.2%がドイツ語話者、また人口の26.2%が19歳以下、58.3%が20歳から64歳、15.4%が65歳以上であった。
- 人口の動態

| 年   | 人口  |
| ---- | ----- |
| 1709 | 678   |
| 1799 | 1,468 |
| 1850 | 1,737 |
| 1900 | 1,973 |
| 1950 | 2,544 |
| 2000 | 3,544 |
| 2010 | 4,279 |

## 出身人物
- エリカ・ヘス（Erika Hess）1980年代に活躍したアルペンスキー選手。
- フリッツ・ファイアーアーベント（Fritz Feierabend）：1930年代に活躍したボブスレー選手。
- オットマー・ヒッツフェルト：元ボルシア・ドルトムント、バイエルン・ミュンヘン、スイスA代表監督。出身はドイツだが現在の住居がエンゲルベルクにある。

## 気候
エンゲルベルクでは1年のうち157.9日で降水があり、年間降水量は1,510mmである。6月から8月は月に180mm前後の降水がある。平均気温は7月が最高で14.1℃、1月が最低で-2.7℃と年較差は大きくない。
| エンゲルベルクの気候   | エンゲルベルクの気候 | エンゲルベルクの気候 | エンゲルベルクの気候 | エンゲルベルクの気候 | エンゲルベルクの気候 | エンゲルベルクの気候 | エンゲルベルクの気候 | エンゲルベルクの気候 | エンゲルベルクの気候 | エンゲルベルクの気候 | エンゲルベルクの気候 | エンゲルベルクの気候 | エンゲルベルクの気候 |
| 月                     | 1月                  | 2月                  | 3月                  | 4月                  | 5月                  | 6月                  | 7月                  | 8月                  | 9月                  | 10月                 | 11月                 | 12月                 | 年                   |
| ---------------------- | -------------------- | -------------------- | -------------------- | -------------------- | -------------------- | -------------------- | -------------------- | -------------------- | -------------------- | -------------------- | -------------------- | -------------------- | -------------------- |
| 平均最高気温 °C （°F） | 1.2 (34.2)           | 2.7 (36.9)           | 5.5 (41.9)           | 9.1 (48.4)           | 14.3 (57.7)          | 17.3 (63.1)          | 19.5 (67.1)          | 18.6 (65.5)          | 16.1 (61)            | 12.2 (54)            | 5.6 (42.1)           | 1.7 (35.1)           | 10.3 (50.5)          |
| 日平均気温 °C （°F）   | −2.7 (27.1)          | −1.6 (29.1)          | 0.9 (33.6)           | 4.5 (40.1)           | 9 (48)               | 12 (54)              | 14.1 (57.4)          | 13.4 (56.1)          | 10.9 (51.6)          | 6.9 (44.4)           | 1.5 (34.7)           | −2 (28)              | 5.6 (42.1)           |
| 平均最低気温 °C （°F） | −6.5 (20.3)          | −5.5 (22.1)          | −3.1 (26.4)          | 0.1 (32.2)           | 4.1 (39.4)           | 7 (45)               | 9.2 (48.6)           | 8.9 (48)             | 6.6 (43.9)           | 3.1 (37.6)           | −1.9 (28.6)          | −5.6 (21.9)          | 1.4 (34.5)           |
| 降水量 mm （inch）     | 91 (3.58)            | 90 (3.54)            | 104 (4.09)           | 120 (4.72)           | 140 (5.51)           | 179 (7.05)           | 184 (7.24)           | 185 (7.28)           | 112 (4.41)           | 96 (3.78)            | 109 (4.29)           | 97 (3.82)            | 1,510 (59.45)        |
| 平均降水日数           | 12.3                 | 11.7                 | 14                   | 14.2                 | 15.6                 | 16.1                 | 15.2                 | 14.7                 | 10.9                 | 9.4                  | 11.8                 | 12                   | 157.9                |
| 出典：MeteoSchweiz     |                      |                      |                      |                      |                      |                      |                      |                      |                      |                      |                      |                      |                      |